# Xunta Nacionalista Asturiana
La Xunta Nacionalista Asturiana (XNA) fou un partit polític d'ideologia nacionalista asturiana d'esquerres format en 1986 amb militants procedents del Conceyu Nacionalista Astur (CNA). Tot i que es va definir com a partit polític, mai es va registrar com a tal, de manera que no es va presentar ni a les eleccions autonòmiques ni a les municipals ni a les europees de 1987. De caràcter minoritari, es trobava molt vinculat als cercles universitaris. Els seus principals líders eren José Suárez "Felechosa" i Inaciu Iglesias.
El 1989 es va unir a l'organització de caràcter socialista, Ensame Nacionalista Astur (ENA), que es formà en 1982, formant la Unidá Nacionalista Asturiana (UNA).